# Museo dell'Istituto centrale di patologia del libro Alfonso Gallo
Il Museo dell'Istituto centrale di patologia del libro Alfonso Gallo è un museo sito in via Milano 76 a Roma sul colle del Viminale presso la sede dell'omonimo ente.

## Storia
Il museo viene fondato nel 1938 per mostrare i danni recati ai libri in occasione di eventi calamitosi quali l'incendio della Biblioteca nazionale di Torino del 1904 o il terremoto di Messina del 1908, e posto nel Regio Istituto di patologia del libro. Nel 2001 il museo viene suddiviso nell'attuale struttura..
Il museo è intitolato ad Alfonso Gallo, fondatore dell'Istituto di patologia del libro nel 1938.

## Struttura

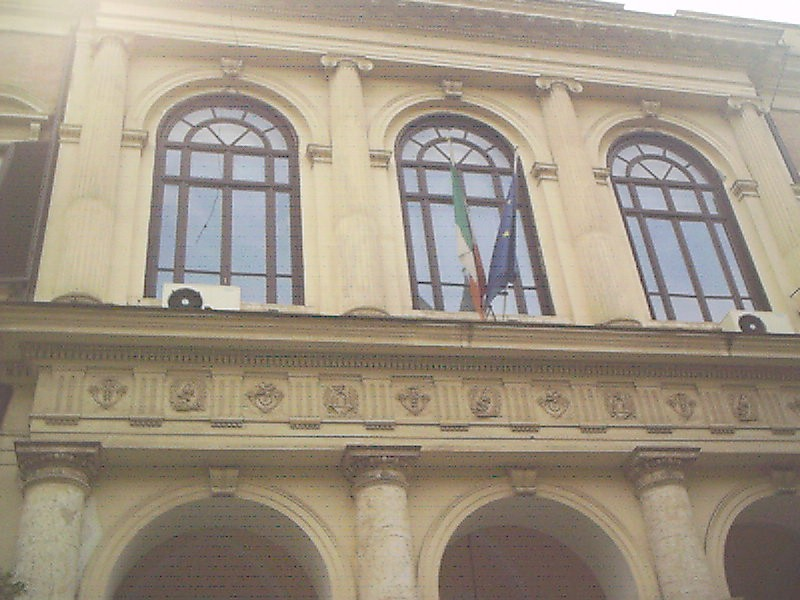
Particolare della facciata

Il museo è suddiviso in 3 sezioni: la prima mostra libri danneggiati da diversi fattori, la seconda le tecniche di restauro, la terza la storia del libro dalla pergamena ed il papiro alle più moderne tecniche di rilegazione.